# Fiat 520
Fiat primer participante en el mercado de coches de lujo, el 520 "Superfiat" estaba equipado con un motor V12 de 6,805 cc que produce un estimado de 90 cv. Durante varios años en la década de 1920, el Superfiat era el único coche en el mundo que ofrece con un motor V12.

## 520 (1927–1930)
Fiat "clase media alta" modelo en la posterior década de 1920 fue también designado el 520, pero era más pequeño y más modestamente potencia que su anterior nombre.
Durante las primeras décadas del siglo XX, Europea de fabricantes de automóviles, una vez que el volante había reemplazado situado en la parte central de la dirección de los hijuelos, tendían a colocar el conductor y su volante en el lado derecho del coche, independientemente de las regulaciones locales o convenios relativos a qué lado de la carretera los coches deben ser impulsados. En la década de 1920, como el número de vehículos motorizados en las carreteras aumentado, más claro consenso se había vuelto necesario en la más poblada de las partes de Italia, sobre la necesidad de todo el mundo para conducir a lo largo del lado derecho de la carretera. El 1927 Fiat 520 fue uno de los primeros coches, presumiblemente en el reconocimiento de esta tendencia, para colocar el volante en el lado izquierdo del coche.
El 520 fue reemplazado por el Fiat 521 en 1928, aunque el 520 parece haber continuado en la producción hasta 1929, cuando más de 20.000 de seis cilindros de Fiat 520s se había producido.

### Motores
| Modelo | Años    | Motor                    | Cubicaje | Power | Sistema de combustible |
| ------ | ------- | ------------------------ | -------- | ----- | ---------------------- |
| 520    | 1927–29 | Directamente-6 sidevalve | 2244 cc  | 46 hp | Solo carburetor        |
| 520 T  | 1928–30 | Directamente-6 sidevalve | 1866 cc  | 35 hp | Solo carburetor        |

- Datos: Q2660817
- Multimedia: Fiat 520 / Q2660817